# Prato Selva
Prato Selva è una località turistica montana situata nel territorio del comune di Fano Adriano, in Provincia di Teramo, all'interno del Parco Nazionale del Gran Sasso e Monti della Laga, sede dell'ex omonima stazione sciistica.

## Descrizione
Posta ai piedi del versante orientale del Monte Corvo (Gran Sasso d'Italia), la zona è anche chiamata Colle del vento (a causa della discreta ventosità della zona), era uno dei poli sciistici del Gran Sasso assieme a Campo Imperatore e Prati di Tivo (ancora attivi) ed era una delle tre località sciistiche in provincia di Teramo assieme a Prati di Tivo e San Giacomo. Raggiungibile da L'Aquila e da Teramo attraverso la Strada statale 80 del Gran Sasso d'Italia, i pendii vanno dai 1400 m s.l.m. della zona di parcheggio adiacente all'albergo-rifugio, fino ai 1800 m del Colle Abetone dove sorge la Chiesetta dell'Alpino.

### Sci

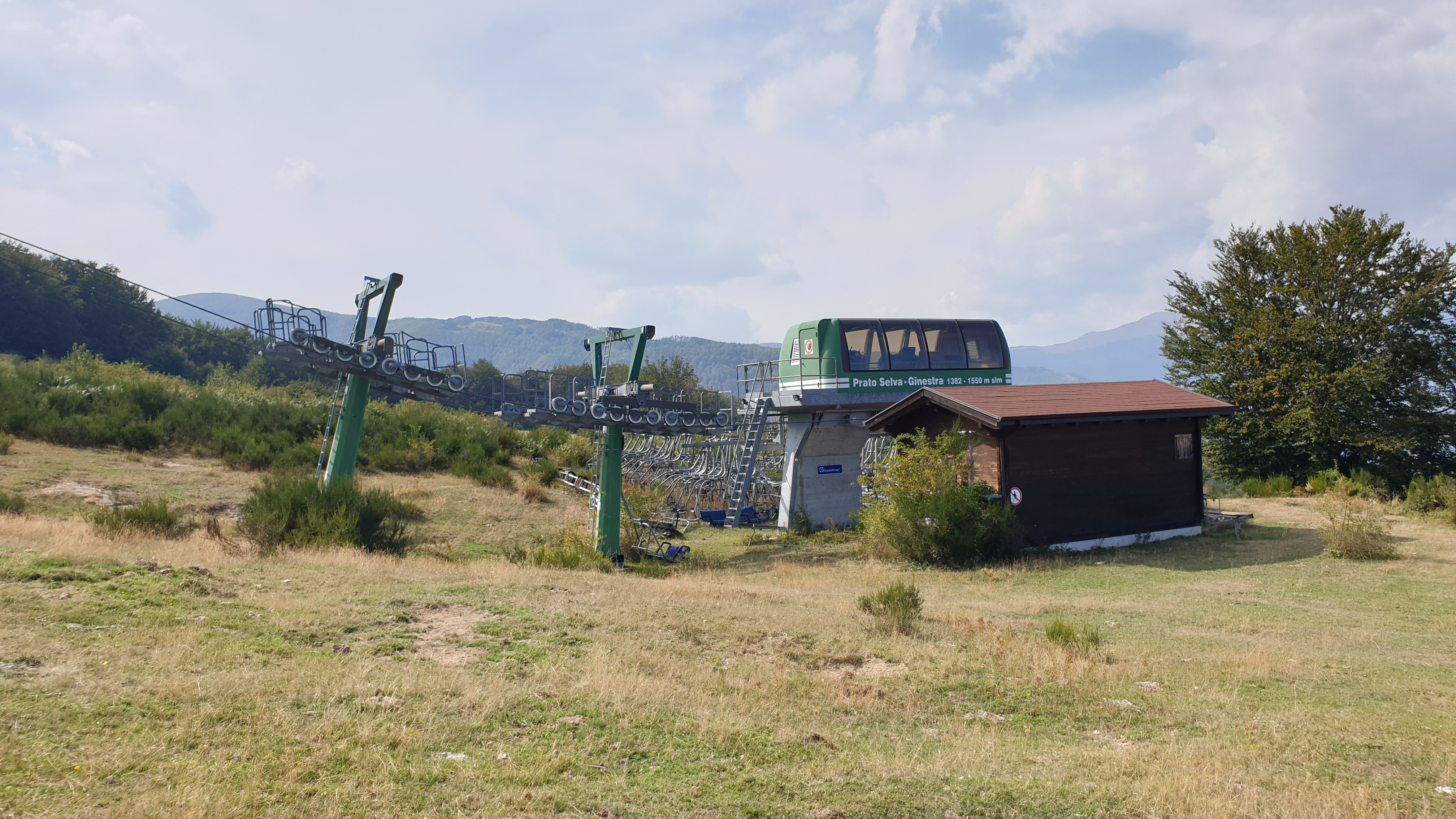
La partenza della “Ginestra”, la più breve delle due seggiovie di Prato Selva

Ultima nata tra le stazioni invernali abruzzesi con 20 km di piste da discesa, 20 km di piste da fondo e uno snowpark, la base degli impianti di risalita è a 1400 m di quota: sono presenti due seggiovie, una delle quali sale fino ai 1800 m di Colle Abetone. Le piste sono comode, con declivi dolci e variati, assolate dall'alba al tramonto e con buon innevamento. A partire dalla stagione invernale 2013, gli impianti sono chiusi e poi successivamente riaperti il 2 gennaio 2015 per poi essere richiusi definitivamente qualche tempo dopo.

### Bike park
Attiva anche d'estate con un bike park con 4 sentieri freeride per mountain bike assistiti da risalita meccanizzata per mezzo della seggiovia. È presente un rifugio e un servizio di assistenza e noleggio di sci e snowboard d'inverno e mountain bike d'estate.

### Ippovia
Passa qui un tratto della grande Ippovia del Gran Sasso, un itinerario ad anello della lunghezza di 320 km tutto, da percorrere a piedi, a cavallo e in mountain bike, all'interno nel Parco Nazionale del Gran Sasso che aggira il massiccio montuoso del Gran Sasso.

### Trekking
È luogo di arrivo della Marcia dei tre prati, una manifestazione di trekking, con partenza dai Prati di Tivo e della traversata che giunge da Campo Imperatore attraverso Campo Pericoli e la Valle del Venacquaro.

## Il parco faunistico
Nel territorio di Prato Selva risiedono stabilmente oltre 30 lupi. Pertanto, il Comune di Fano Adriano ha in progetto di crearvi un parco faunistico, per proteggere questi animali e permettere ai turisti di ammirarli.